# Krosino (Resko)
Krosino (deutsch Krössin, früher Crössin, Croessin und Cressen) ist ein Dorf in der polnischen Woiwodschaft Westpommern. Es gehört zur Gmina Resko (Stadt- und Landgemeinde Regenwalde) im Powiat Łobeski (Labser Kreis).

## Geographische Lage
Die Ortschaft liegt in Hinterpommern, an der linken Seite der Molstow, eines rechten Nebenflusses der Rega, etwa zwölf Kilometer südsüdöstlich der Stadt Resko (Regenwalde), 15 Kilometer nördlich der Stadt Łobez (Labes) und 3 ½ Kilometer östlich des Dorfkerns von Starogard (Stargordt).

## Geschichte
Das Gut Krössin war ehemals ein altes pommersches Afterlehen der in Hinterpommern alteingeborenen Familie Borcke, das nach dem Ableben des Werner Henning von Lockstedt seiner Witwe, Esther Barbara, geb. von der Osten, und ihren Söhnen zufiel, die es durch den Vertrag vom 4. August 1741 wiederkäuflich auf 25 Jahre der Witwe Regina Hedewig von Puttlitz, geb. von Vicken, überließen. Diese heiratete den Hauptmann Johann Sigismund von Briesen, und beide überließen das Gut durch den Vertrag vom 22. Februar 1751 mit lehnsherrlicher Bewilligung der Witwe des Generalfeldmarschalls Adrian Bernhard von Borcke, Antoniette Hedwig, geb. Freiin von Hallart. Letztere vererbte das Gut ihrem Sohn, dem Generalmajor und Oberhofmeister Heinrich Adrian Graf Borcke, der es seinem einzigen Sohn und Erben, Friedrich Heinrich Christian Graf Borcke, hinterließ. Nach dessen Tod kam Krössin an dessen einzige Tochter, Ulrike Bernhardine, deren Vormünder das Gut am 16. Juni 1791 für 7500 Taler dem Rittmeister und späteren Major und Landschaftsrat Philipp Carl Ludwig von Borcke, auf Stargordt, verkauften. Anschließend blieb Krössin im Besitz der Borkonen, Besitzer im Jahr 1873 war Philipp Heinrich Graf Borcke.
Im letzten Jahrzehnt des 19. Jahrhunderts war das Rittergut Krössin 414 Hektar groß und befand sich weiterhin im Besitz der Familie Borcke.
Am 1. April 1927 hatte das Rittergut Krössin eine Flächengröße von 435 Hektar, und am 16. Juni 1925 hatte der Gutsbezirk 122 Einwohner.
Am 30. Dezember 1927 wurde der Gutsbezirk Krössin in die Landgemeinde Stargordt eingegliedert.
Im Jahr 1945 gehörte die Wohnstätte Krössin zum Dorf Stargordt im Kreis Regenwalde im Regierungsbezirk Köslin der preußischen Provinz Pommern des Deutschen Reichs.
Gegen Ende des Zweiten Weltkriegs wurde die Region im Frühjahr 1945 von der Roten Armee besetzt. Nach Beendigung der Kampfhandlungen wurde Krössin zusammen mit dem Dorf Stargordt und ganz Hinterpommern seitens der sowjetischen Besatzungsmacht der Volksrepublik Polen zur Verwaltung überlassen. Danach begann die Zuwanderung von Polen. Der Wohnplatz Krössin wurde unter der polonisierten Ortsbezeichnung ‚Krosino‘ verwaltet. In der Folgezeit wurde die einheimische Bevölkerung von der polnischen Administration aus Stargordt und dem Kreisgebiet vertrieben.

### Demographie
| Jahr | Einwohner | Anmerkungen                                                                          |
| ---- | --------- | ------------------------------------------------------------------------------------ |
| 1782 | –         | Vorwerk mit einer Schäferei und acht Feuerstellen (Haushaltungen), adliges Besitzung |
| 1825 | 47        | Vorwerk                                                                              |
| 1852 | 98        | Dorf                                                                                 |
| 1864 | 106       | am 3. Dezember, Gutsbezirk                                                           |
| 1867 | 98        | am 3. Dezember, Gutsbezirk                                                           |
| 1871 | 106       | am 1. Dezember, Gutsbezirk, sämtlich Evangelische                                    |
| 1885 | 110       | am 1. Dezember, Gutsbezirk, sämtlich Evangelische                                    |
| 1890 | 102       | am 1. Dezember, Gutsbezirk                                                           |
| 1910 | 86        | am 1. Dezember, Gutsbezirk                                                           |
| 1925 | 122       | am 16. Juni, Gutsbezirk                                                              |